# Gerrit Rietveld
Gerrit Rietveld (Teljes neve: Gerrit Thomas Rietveld) (Utrecht, 1888. június 24. – Utrecht, 1964. június 25.) holland építész és bútortervező. A De Stijl körül szerveződött művészeti mozgalom tagja, 1917–1931 között Theo van Doesburg barátja és munkatársa.

## Élete, munkássága

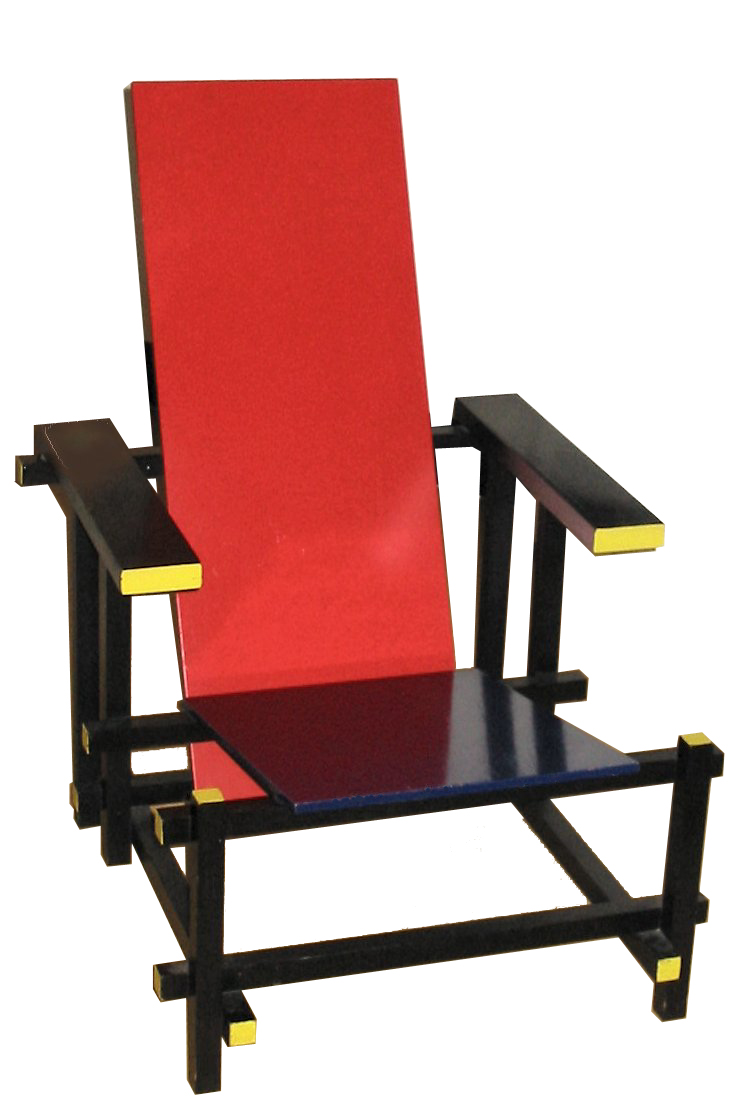
Vörös-kék szék (1917)

Bútorasztalos gyermekeként látta meg a napvilágot, apja műhelyében kitanulta a mesterséget, de többre vágyott, esti tanfolyamokon képezte magát, a formatervezés mellett leginkább az építészet érdekelte.
Az avantgárd művészetek irányába tájékozódott, 1917-től a De Stijl művészeti csoporthoz csatlakozva eljutott a geometrikus absztrakcióig. Theo van Doesburg, Van Esteren és Rietvel rengeteget kísérleteztek, maketteket készítettek, kísérletezéseikből az építészet területén a De Stijl mozgalom első nagy sikere 1924-ben valósult meg, a Rietveld által épített utrechti Schröder-ház, amely egy józan, nyitott és világos mestermű.
A családfő halála után az özvegy és három gyermeke azon gondolkodott az 1980-as évek elején, hogy vissza kellene állítani a ház eredeti állapotát, megkérték erre a rekonstrukcióra Bertus Mulder építészt, aki dolgozott Gerrit Rietvelddel. Az özvegy Schöderné még ebben a házban élte le az életét, aztán a házat múzeummá nyilvánították. E ház a modern stílus egyik prototípusa, mintegy megtestesíti a De Stijl mozgalom építészeti alapelveit, a sík felületek dinamikus térszerkezetbe rendezését. Az idő próbáját is kiállta, 2000 óta az UNESCO világörökség része.
Rietveld 1928-tól a CIAM építészeti mozgalomban tevékenykedett. Mind építészeti alkotásaiban, mind bútorterveiben jelentős szerepet töltött be a funkciók maximális figyelembe vétele. Elve az volt, hogy minden felesleges dísztől szabaduljon meg az alkotás, kövesse az aritmetika elveit és töltse be rendeltetését. A ház kapjon elég napfényt, a bútor legyen kényelmes és praktikus. Ez a lényegében konstruktív építkezés és formatervezés a funkcionalizmus jegyében lett elgondolva, hasonlóképpen gondolkodtak az építészek Európa számos más országában.
1931-ben építeni kezdett egy nagy világos, több családnak alkalmas négyszintes házat Amszterdamban. Az első blokkot 1931-től, a második blokkot 1935-től építette, majd az igényeknek megfelelően továbbépítve összesen négy blokkból áll az épület, amelyben napjainkban a Gerrit Rietveld Akadémia működik. 1951-ben Arnhemben épített 6 üdülő villát a megrendelők kívánsága szerint, ezekből egyet helyreállítottak az eredeti formában 2007-ben, ma ebben egy helyi holland néprajzi múzeum működik. Számos lakóház, középiskola, kiállítási pavilon építésével bízták meg, utolsó nagy munkáinak egyike az amszterdami Van Gogh Múzeum terve, amelyet többekkel tervezett, s majd csak posztumusz 1973-ban valósult meg.

## Művei (válogatás)

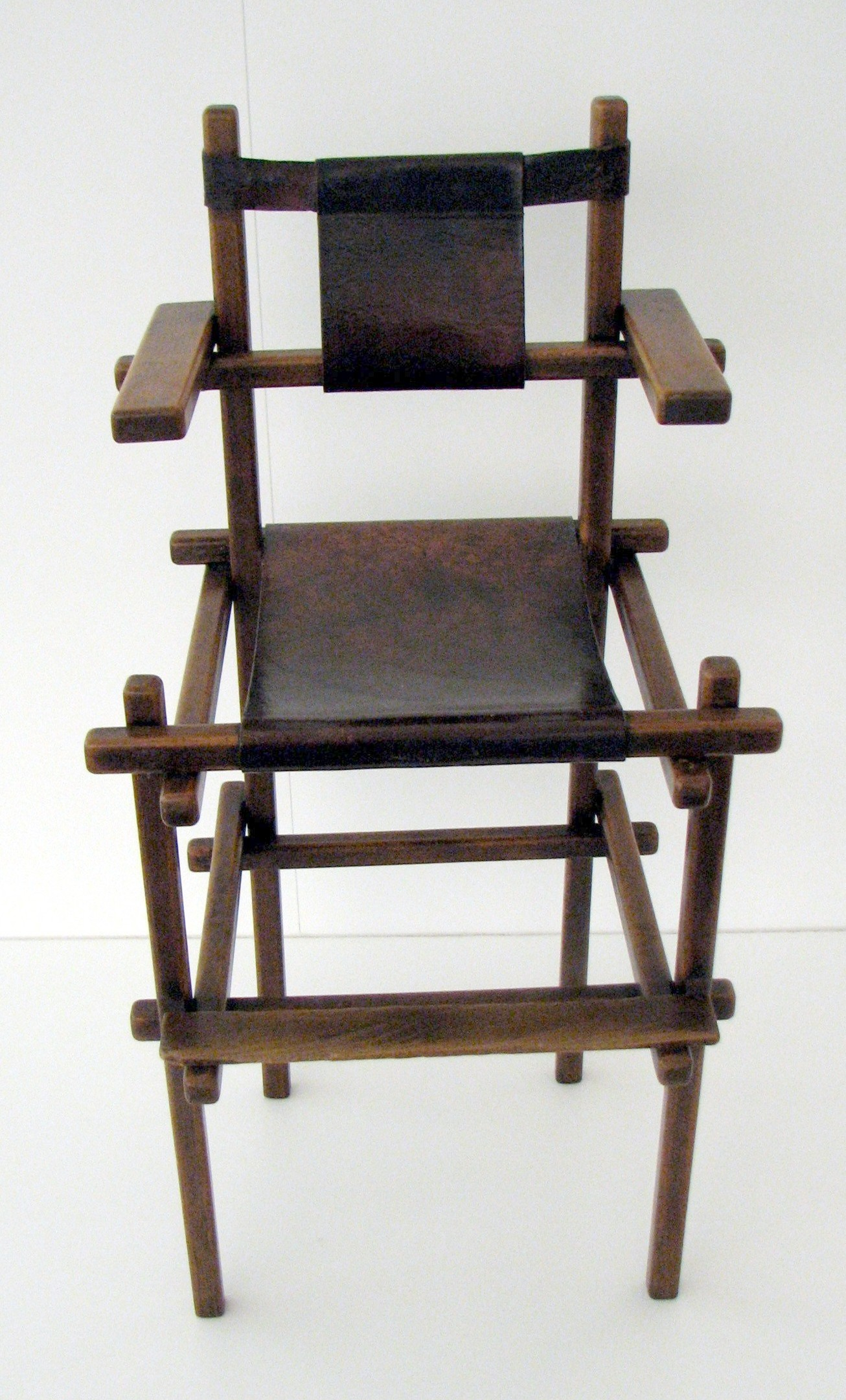
Gyermek-szék (1919)

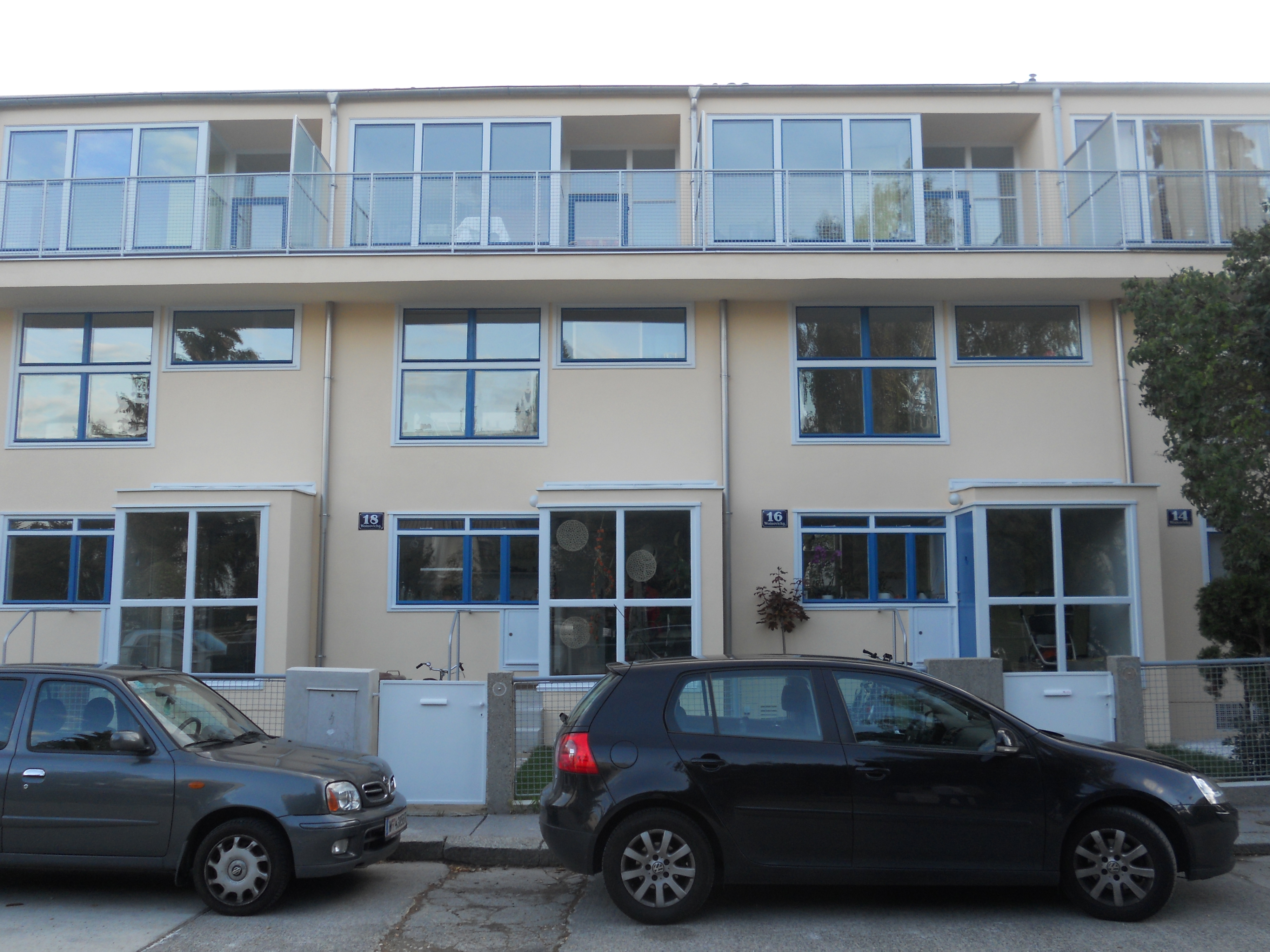
Többekkel dolgozott rajta (1931-32)

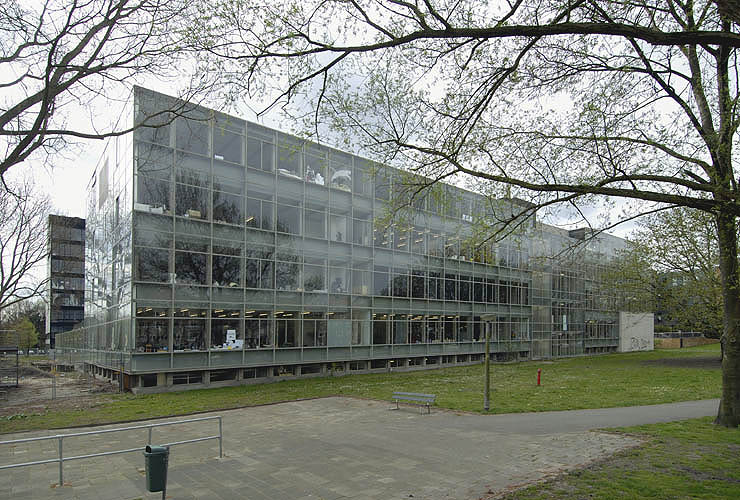
Gerrit Rietveld Akadémia, Amszterdam(1931-)

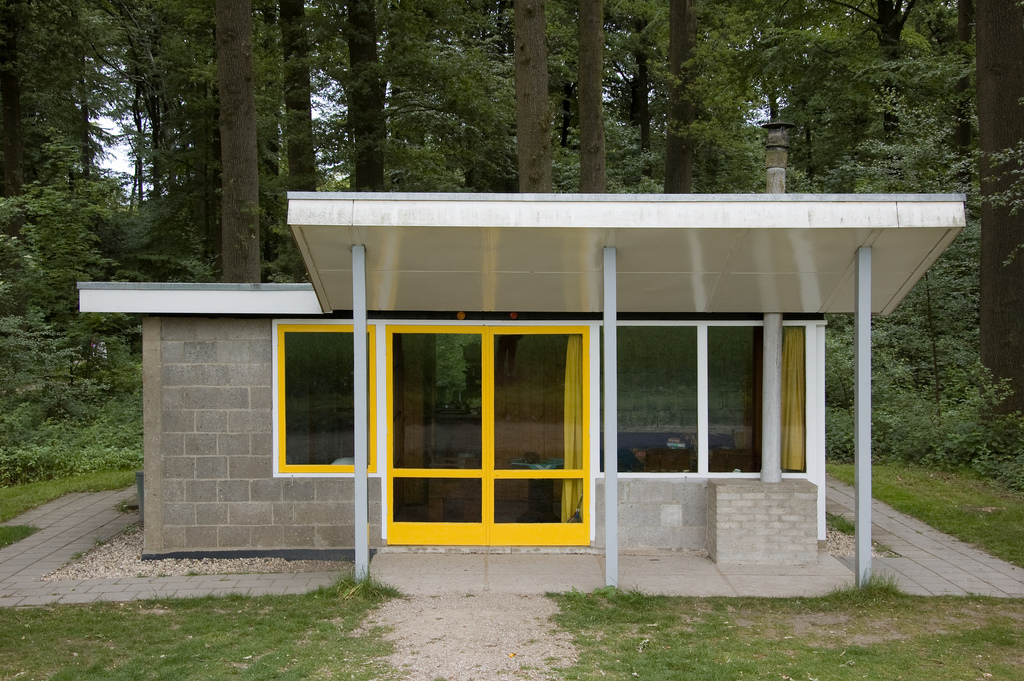
Üdülő ház Arnhemben (1951)

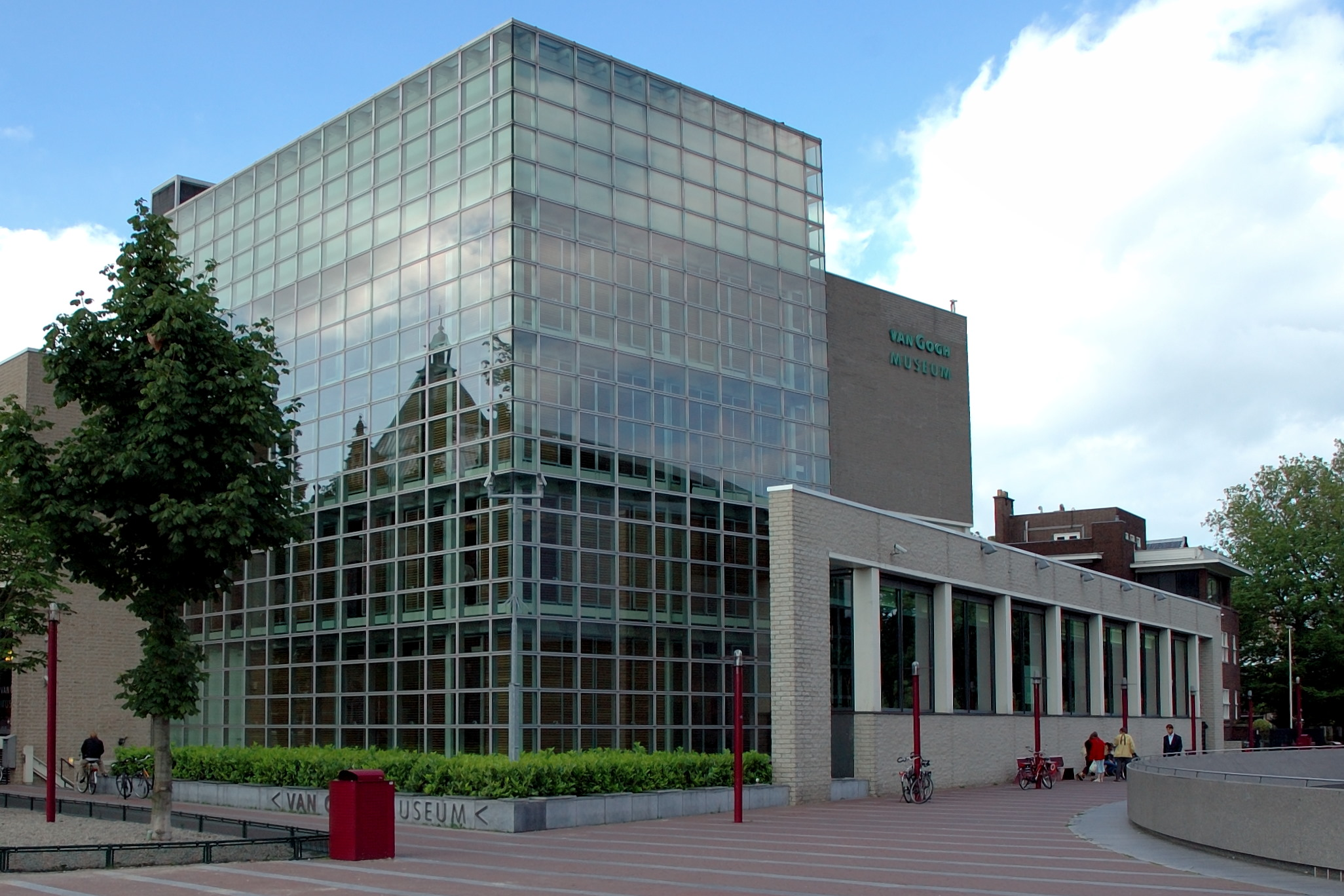
Van Gogh Múzeum, Amszterdam (1973)

### Építészet
- Az utrechti Schröder-ház (1924–27)
- Bécsi lakótelep[8] (többekkel, 1931–32)
- Négyszintes lakóház, Amszterdam, (1931-)
- Kétemeletes zeneiskola, Utrecht (1932)
- Metz & Co. ház, Hága (1934)
- Hétvégi házak[9] Arnhem, Hollandia (1951)
- Holland pavilon a velencei biennálén (1953–54)
- Holland pavilon a Brüsszeli Világkiállításra (1958)
- Az amszterdami Van Gogh Múzeum tervei többekkel[10] (posztumusz 1973-ban valósult meg)

### Bútor
- Vörös-kék (karos) szék (1917)
- Karos szék oldalsó pajzsokkal[11] (1918)
- Gyermek-szék (1919)
- Tálalószekrény (1919)
- Cikkcakk szék (1934)

## Makettjei a Stijl c. lap 1923-as évfolyamából

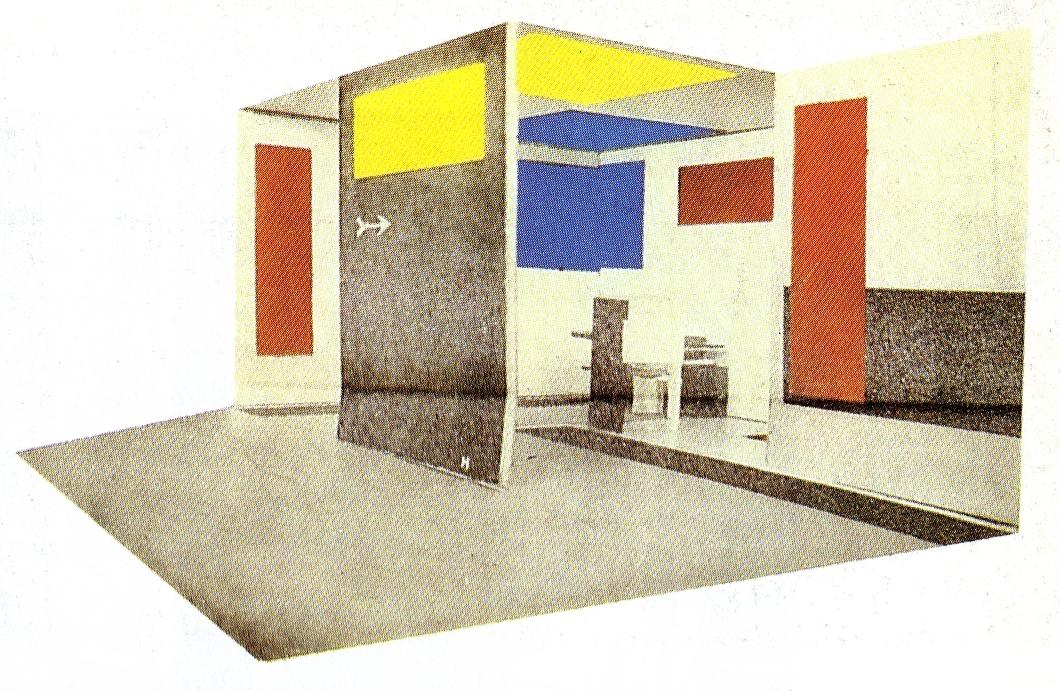
Van Doesburggalgal és Huszár Vilmossal
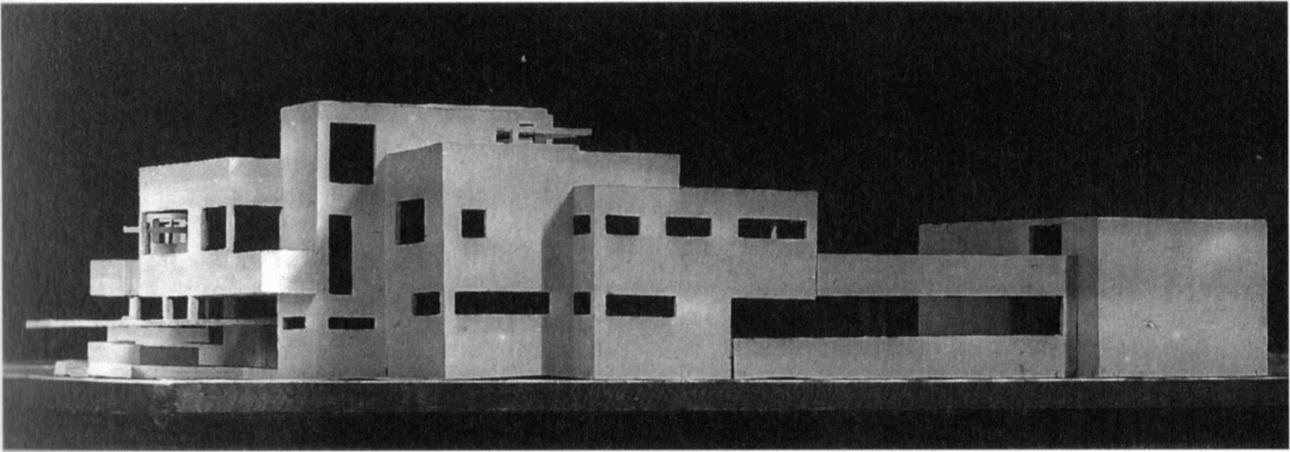
Van Doesburggal és Van Eesterennel
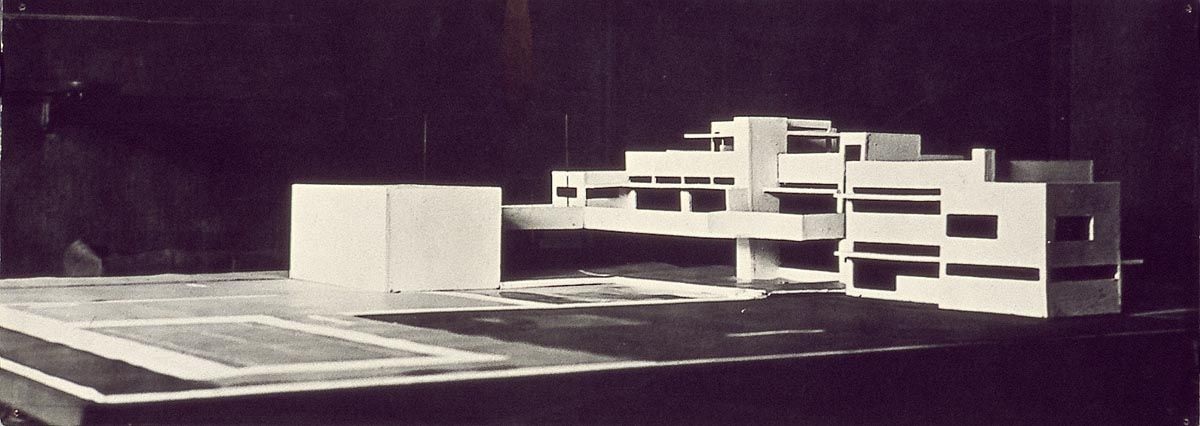
Van Doesburggal és Van Eesterennel

## Felvételek a Schröder-házról

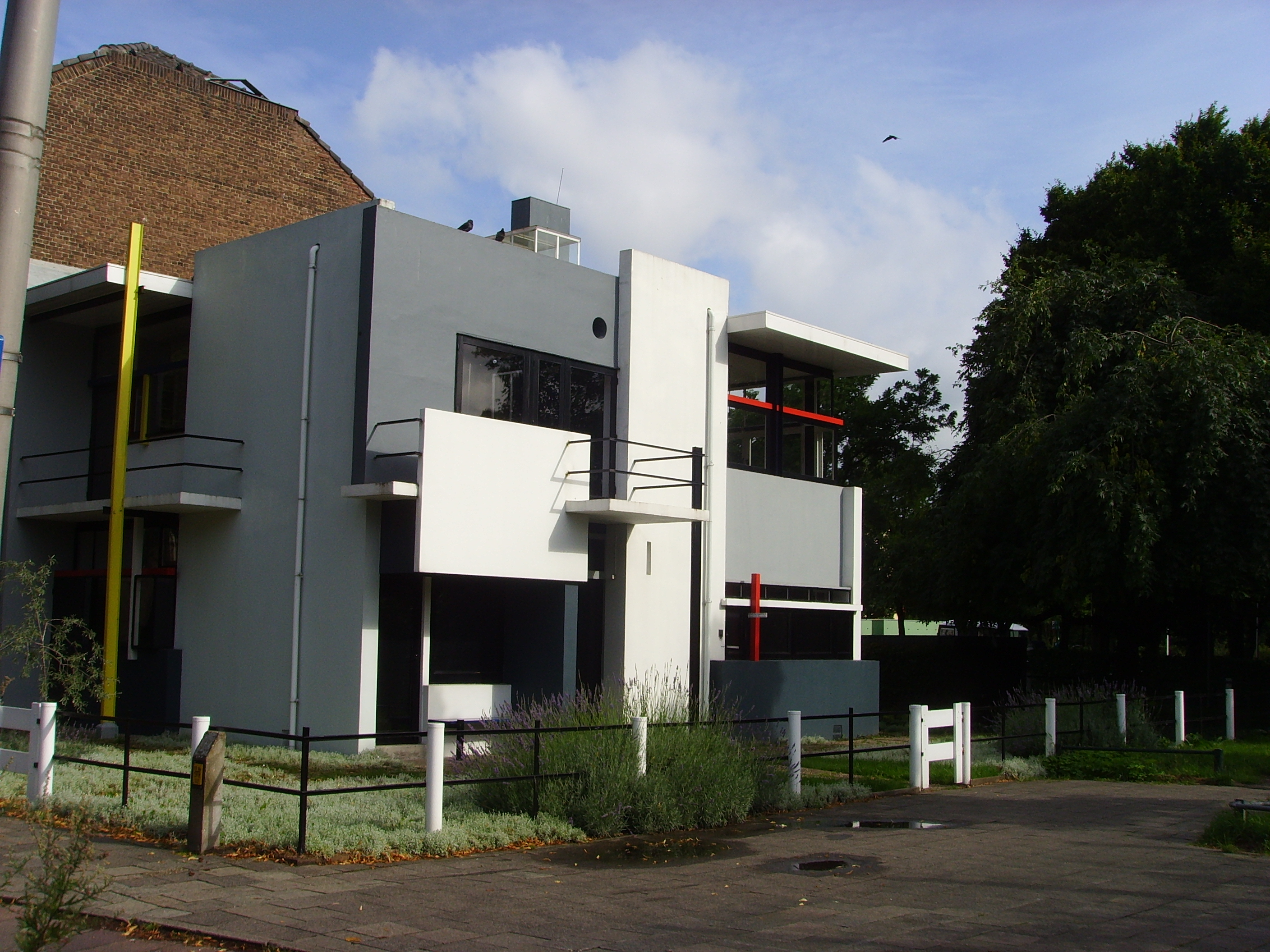
Utrecht (1924-27)
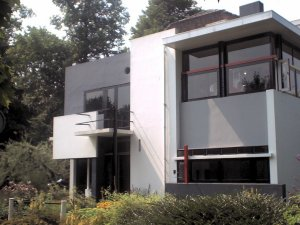
Utrecht (1924-27)
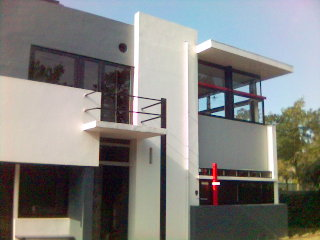
Utrecht (1924-27)

## Fordítás
- Ez a szócikk részben vagy egészben  a   Gerrit Rietveld című holland Wikipédia-szócikk fordításán alapul.  Az eredeti cikk szerkesztőit annak laptörténete sorolja fel. Ez a jelzés csupán a megfogalmazás eredetét és a szerzői jogokat jelzi, nem szolgál a cikkben szereplő információk forrásmegjelöléseként.